# شنا در مسابقات جهانی ورزش‌های آبی ۱۹۸۶
شنا یکی از رشته‌های ورزشی مسابقات جهانی ورزش‌های آبی ۱۹۸۶ بوده است.

## جدول مدال‌ها
| رتبه  | کشور                | طلا | نقره | برنز | مجموع |
| ۱     | آلمان شرقی          | ۱۴  | ۱۲   | ۴    | ۳۰    |
| ۲     | ایالات متحده آمریکا | ۷   | ۷    | ۱۰   | ۲۴    |
| ۳     | آلمان غربی          | ۴   | ۲    | ۱    | ۷     |
| ۴     | مجارستان            | ۳   | ۰    | ۰    | ۳     |
| ۵     | اتحاد جماهیر شوروی  | ۲   | ۳    | ۵    | ۱۰    |
| ۶     | کانادا              | ۱   | ۲    | ۲    | ۵     |
| ۷     | رومانی              | ۱   | ۰    | ۱    | ۲     |
| ۸     | ایتالیا             | ۰   | ۲    | ۰    | ۲     |
| ۹     | بلغارستان           | ۰   | ۱    | ۱    | ۲     |
| ۹     | سوئیس               | ۰   | ۱    | ۱    | ۲     |
| ۱۱    | فرانسه              | ۰   | ۱    | ۰    | ۱     |
| ۱۱    | نیوزیلند            | ۰   | ۱    | ۰    | ۱     |
| ۱۳    | هلند                | ۰   | ۰    | ۴    | ۴     |
| ۱۴    | بریتانیای کبیر      | ۰   | ۰    | ۲    | ۲     |
| ۱۵    | دانمارک             | ۰   | ۰    | ۱    | ۱     |
| مجموع | مجموع               | ۳۲  | ۳۲   | ۳۲   | ۹۶    |